# Seznam ocenění a nominací filmu Tvář vody
Toto je seznam ocenění a nominací filmu Tvář vody.

## Ocenění a nominace
| Ocenění                                              | Datum ceremoniálu  | Kategorie                                             | Nominovaný                                                     | Výsledek  |
| ---------------------------------------------------- | ------------------ | ----------------------------------------------------- | -------------------------------------------------------------- | --------- |
| AACTA International Awards                           | 6. ledna 2018      | Nejlepší film                                         | Tvář vody                                                      | nominace  |
| AACTA International Awards                           | 6. ledna 2018      | Nejlepší režisér                                      | Guillermo del Toro                                             | nominace  |
| AACTA International Awards                           | 6. ledna 2018      | Nejlepší herečka v hlavní roli                        | Sally Hawkins                                                  | nominace  |
| Alliance of Women Film Journalists EDA Awards        | 9. ledna 2018      | Nejlepší film                                         | Tvář vody                                                      | vítězství |
| Alliance of Women Film Journalists EDA Awards        | 9. ledna 2018      | Nejlepší režisér                                      | Guillermo del Toro                                             | vítězství |
| Alliance of Women Film Journalists EDA Awards        | 9. ledna 2018      | Nejlepší herečka v hlavní roli                        | Sally Hawkins                                                  | nominace  |
| Alliance of Women Film Journalists EDA Awards        | 9. ledna 2018      | Nejlepší kamera                                       | Dan Laustsen                                                   | nominace  |
| Alliance of Women Film Journalists EDA Awards        | 9. ledna 2018      | Nejlepší střih                                        | Sidney Wolinsky                                                | nominace  |
| Alliance of Women Film Journalists EDA Awards        | 9. ledna 2018      | Nejodvážnější výkon                                   | Sally Hawkins                                                  | vítězství |
| American Cinema Editors Awards                       | 26. ledna 2018     | Nejlepší střih – film (drama)                         | Sidney Wolinsky                                                | nominace  |
| Art Directors Guild Awards                           | 27. ledna 2018     | Nejlepš výprava – periodický film                     | Tvář vody                                                      | vítězství |
| Americký filmový institut                            | 5. ledna 2018      | Nejlepších deset filmů roku 2017                      | Tvář vody                                                      | vítězství |
| Austin Film Critics Association Awards               | 8. ledna 2018      | Nejlepších deset filmů roku 2017                      | Tvář vody                                                      | vítězství |
| Austin Film Critics Association Awards               | 8. ledna 2018      | Nejlepší film                                         | Tvář vody                                                      | nominace  |
| Austin Film Critics Association Awards               | 8. ledna 2018      | Nejlepší režisér                                      | Guillermo del Toro                                             | vítězství |
| Austin Film Critics Association Awards               | 8. ledna 2018      | Nejlepší scénář                                       | Guillermo del Toro a Vanessa Taylor                            | nominace  |
| Austin Film Critics Association Awards               | 8. ledna 2018      | Nejlepší herečka v hlavní roli                        | Sally Hawkins                                                  | nominace  |
| Austin Film Critics Association Awards               | 8. ledna 2018      | Nejlepší herec ve vedlejší roli                       | Richard Jenkins                                                | nominace  |
| Austin Film Critics Association Awards               | 8. ledna 2018      | Nejlepší herečka ve vedlejší roli                     | Octavia Spencer                                                | nominace  |
| Austin Film Critics Association Awards               | 8. ledna 2018      | Nejlepší kamera                                       | Dan Laustsen                                                   | nominace  |
| Austin Film Critics Association Awards               | 8. ledna 2018      | Speciální ocenění                                     | Doug Jones                                                     | nominace  |
| Austin Film Critics Association Awards               | 8. ledna 2018      | Nejlepší skladatel                                    | Alexandre Desplat                                              | vítězství |
| Benátský filmový festival                            | 9. září 2017       | Zlatý lev                                             | Tvář vody                                                      | vítězství |
| Benátský filmový festival                            | 9. září 2017       | Budoucí film - Digital Award                          | Tvář vody                                                      | vítězství |
| Benátský filmový festival                            | 9. září 2017       | Ocenění C. Smithers nadace – CICT-UNESCO              | Tvář vody                                                      | vítězství |
| Benátský filmový festival                            | 9. září 2017       | Nejlepší soundtrack                                   | Alexandre Desplat                                              | vítězství |
| Black Reel Awards                                    | 16. února 2017     | Nejlepší herečka ve vedlejší roli                     | Octavia Spencer                                                | nominace  |
| Boston Online Film Critics Association Awards        | 9. prosince 2017   | Nejlepších deset filmů roku 2017                      | Tvář vody                                                      | 7. místo  |
| Boston Online Film Critics Association Awards        | 9. prosince 2017   | Nejlepší skladatel                                    | Alexandre Desplat                                              | vítězství |
| Boston Society of Film Critics Awards                | 10. prosince 2017  | Nejlepší film                                         | Tvář vody                                                      | 2. místo  |
| Boston Society of Film Critics Awards                | 10. prosince 2017  | Nejlepší režisér                                      | Guillermo del Toro                                             | 2. místo  |
| Boston Society of Film Critics Awards                | 10. prosince 2017  | Nejlepší herečka v hlavní roli                        | Sally Hawkins                                                  | vítězství |
| Boston Society of Film Critics Awards                | 10. prosince 2017  | Nejlepší skladatel                                    | Alexandre Desplat                                              | 2. místo  |
| Cena národní společnosti filmových kritiků           | 6. ledna 2018      | Nejlepší herečka v hlavní roli                        | Sally Hawkins                                                  | vítězství |
| Cena národní společnosti filmových kritiků           | 6. ledna 2018      | Nejlepší herec ve vedlejší roli                       | Michael Stuhlbarg                                              | 2. místo  |
| Central Ohio Film Critics Association Awards         | 4. ledna 2018      | Nejlepší film                                         | Tvář vody                                                      | 3. místo  |
| Central Ohio Film Critics Association Awards         | 4. ledna 2018      | Nejlepší režisér                                      | Guillermo del Toro                                             | nominace  |
| Central Ohio Film Critics Association Awards         | 4. ledna 2018      | Nejlepší herečka v hlavní roli                        | Sally Hawkins                                                  | vítězství |
| Central Ohio Film Critics Association Awards         | 4. ledna 2018      | Nejlepší herec ve vedlejší roli                       | Richard Jenkins                                                | nominace  |
| Central Ohio Film Critics Association Awards         | 4. ledna 2018      | Nejlepší použití hudby ve filmu                       | Alexandre Desplat                                              | vítězství |
| Central Ohio Film Critics Association Awards         | 4. ledna 2018      | Nejlepší střih                                        | Sidney Wolinsky                                                | nominace  |
| Central Ohio Film Critics Association Awards         | 4. ledna 2018      | Nejlepší kamera                                       | Dan Laustsen                                                   | 2. místo  |
| Central Ohio Film Critics Association Awards         | 4. ledna 2018      | Herec roku (za příkladnou práci)                      | Sally Hawkins                                                  | vítězství |
| Chicago Film Critics Association Awards              | 12. prosince 2017  | Nejlepší film                                         | Tvář vody                                                      | nominace  |
| Chicago Film Critics Association Awards              | 12. prosince 2017  | Nejlepší režisér                                      | Guillermo del Toro                                             | nominace  |
| Chicago Film Critics Association Awards              | 12. prosince 2017  | Nejlepší herečka v hlavní roli                        | Sally Hawkins                                                  | nominace  |
| Chicago Film Critics Association Awards              | 12. prosince 2017  | Nejlepší původní scénář                               | Guillermo del Toro a Vanessa Taylor                            | nominace  |
| Chicago Film Critics Association Awards              | 12. prosince 2017  | Nejlepší výprava                                      | Tvář vody                                                      | nominace  |
| Chicago Film Critics Association Awards              | 12. prosince 2017  | Nejlepší původní hudba                                | Alexandre Desplat                                              | nominace  |
| Chicago Film Critics Association Awards              | 12. prosince 2017  | Nejlepší kamera                                       | Dan Laustsen                                                   | nominace  |
| Critics Choice Awards                                | 11. ledna 2018     | Nejlepší film                                         | Tvář vody                                                      | vítězství |
| Critics Choice Awards                                | 11. ledna 2018     | Nejlepší režisér                                      | Guillermo del Toro                                             | vítězství |
| Critics Choice Awards                                | 11. ledna 2018     | Nejlepší herečka v hlavní roli                        | Sally Hawkins                                                  | nominace  |
| Critics Choice Awards                                | 11. ledna 2018     | Nejlepší herec ve vedlejší roli                       | Richard Jenkins                                                | nominace  |
| Critics Choice Awards                                | 11. ledna 2018     | Nejlepší herečka ve vedlejší roli                     | Octavia Spencer                                                | nominace  |
| Critics Choice Awards                                | 11. ledna 2018     | Nejlepší původní scénář                               | Guillermo del Toro a Vanessa Taylor                            | nominace  |
| Critics Choice Awards                                | 11. ledna 2018     | Nejlepší kamera                                       | Dan Laustsen                                                   | nominace  |
| Critics Choice Awards                                | 11. ledna 2018     | Nejlepší výprava                                      | Paul D. Austerberry, Shane Vieau a Jeff Melvin                 | vítězství |
| Critics Choice Awards                                | 11. ledna 2018     | Nejlepší střih                                        | Sidney Wolinsky                                                | nominace  |
| Critics Choice Awards                                | 11. ledna 2018     | Nejlepší kostýmy                                      | Luis Sequeira                                                  | nominace  |
| Critics Choice Awards                                | 11. ledna 2018     | Nejlepší masky                                        | Tvář vody                                                      | nominace  |
| Critics Choice Awards                                | 11. ledna 2018     | Nejlepší vizuální efekty                              | Tvář vody                                                      | nominace  |
| Critics Choice Awards                                | 11. ledna 2018     | Nejlepší sci-fi/hororový film                         | Tvář vody                                                      | nominace  |
| Critics Choice Awards                                | 11. ledna 2018     | Nejlepší hudba                                        | Alexandre Desplat                                              | vítězství |
| Dallas–Fort Worth Film Critics Association Awards    | 13. prosince 2017  | Nejlepší film                                         | Tvář vody                                                      | vítězství |
| Dallas–Fort Worth Film Critics Association Awards    | 13. prosince 2017  | Nejlepší režisér                                      | Guillermo del Toro                                             | vítězství |
| Dallas–Fort Worth Film Critics Association Awards    | 13. prosince 2017  | Nejlepší herečka v hlavní roli                        | Sally Hawkins                                                  | vítězství |
| Dallas–Fort Worth Film Critics Association Awards    | 13. prosince 2017  | Nejlepší herec ve vedlejší roli                       | Richard Jenkins                                                | 3. místo  |
| Dallas–Fort Worth Film Critics Association Awards    | 13. prosince 2017  | Nejlepší scénář                                       | Guillermo del Toro a Vanessa Taylor                            | 2. místo  |
| Dallas–Fort Worth Film Critics Association Awards    | 13. prosince 2017  | Nejlepší herečka ve vedlejší roli                     | Octavia Spencer                                                | 5. místo  |
| Dallas–Fort Worth Film Critics Association Awards    | 13. prosince 2017  | Nejlepší kamera                                       | Dan Laustsen                                                   | vítězství |
| Dallas–Fort Worth Film Critics Association Awards    | 13. prosince 2017  | Nejlepší hudba                                        | Alexandre Desplat                                              | vítězství |
| Denver Film Critics Society Awards                   | 15. ledna 2018     | Nejlepší film                                         | Tvář vody                                                      | nominace  |
| Denver Film Critics Society Awards                   | 15. ledna 2018     | Nejlepší sci-fi/hororový film                         | Tvář vody                                                      | nominace  |
| Denver Film Critics Society Awards                   | 15. ledna 2018     | Nejlepší skladatel                                    | Alexandre Desplat                                              | nominace  |
| Denver Film Critics Society Awards                   | 15. ledna 2018     | Nejlepší režisér                                      | Guillermo del Toro                                             | nominace  |
| Denver Film Critics Society Awards                   | 15. ledna 2018     | Nejlepší vizuální efekty                              | Tvář vody                                                      | nominace  |
| Denver Film Critics Society Awards                   | 15. ledna 2018     | Nejlepší herečka v hlavní roli                        | Sally Hawkins                                                  | nominace  |
| Detroit Film Critics Society Awards                  | 7. prosince 2017   | Nejlepší film                                         | Tvář vody                                                      | nominace  |
| Detroit Film Critics Society Awards                  | 7. prosince 2017   | Nejlepší režisér                                      | Guillermo del Toro                                             | nominace  |
| Detroit Film Critics Society Awards                  | 7. prosince 2017   | Nejlepší herečka v hlavní roli                        | Sally Hawkins                                                  | nominace  |
| Detroit Film Critics Society Awards                  | 7. prosince 2017   | Nejlepší herec ve vedlejší roli                       | Richard Jenkins                                                | nominace  |
| Detroit Film Critics Society Awards                  | 7. prosince 2017   | Nejlepší scénář                                       | Guillermo del Toro a Vanessa Taylor                            | nominace  |
| Detroit Film Critics Society Awards                  | 7. prosince 2017   | Nejlepší použití hudby ve filmu                       | Tvář vody                                                      | nominace  |
| Filmová cena Britské akademie                        | 18. února 2018     | Nejlepší film                                         | Tvář vody                                                      | nominace  |
| Filmová cena Britské akademie                        | 18. února 2018     | Nejlepší režisér                                      | Guillermo del Toro                                             | vítězství |
| Filmová cena Britské akademie                        | 18. února 2018     | Nejlepší herečka v hlavní roli                        | Sally Hawkins                                                  | nominace  |
| Filmová cena Britské akademie                        | 18. února 2018     | Nejlepší herečka ve vedlejší roli                     | Octavia Spencer                                                | nominace  |
| Filmová cena Britské akademie                        | 18. února 2018     | Nejlepší původní scénář                               | Guillermo del Toro a Vanessa Taylor                            | nominace  |
| Filmová cena Britské akademie                        | 18. února 2018     | Nejlepší kamera                                       | Dan Laustsen                                                   | nominace  |
| Filmová cena Britské akademie                        | 18. února 2018     | Nejlepší hudba                                        | Alexandre Desplat                                              | vítězství |
| Filmová cena Britské akademie                        | 18. února 2018     | Nejlepší zvuk                                         | Christian Cooke, Glen Gauthier, Nathan Robitaille a Brad Zoern | nominace  |
| Filmová cena Britské akademie                        | 18. února 2018     | Nejlepší výprava                                      | Paul Denham Austerberry, Shane Vieau a Jeff Melvin             | vítězství |
| Filmová cena Britské akademie                        | 18. února 2018     | Nejlepší speciální efekty                             | Dennis Berardi, Trey Harrell a Kevin Scott                     | nominace  |
| Filmová cena Britské akademie                        | 18. února 2018     | Nejlepší kostýmy                                      | Luis Sequeira                                                  | nominace  |
| Filmová cena Britské akademie                        | 18. února 2018     | Nejlepší střih                                        | Sidney Wolinsky                                                | nominace  |
| Florida Film Critics Circle Awards                   | 23. prosince 2017  | Nejlepší film                                         | Tvář vody                                                      | nominace  |
| Florida Film Critics Circle Awards                   | 23. prosince 2017  | Nejlepší režisér                                      | Guillermo del Toro                                             | nominace  |
| Florida Film Critics Circle Awards                   | 23. prosince 2017  | Nejlepší herečka v hlavní roli                        | Sally Hawkins                                                  | nominace  |
| Florida Film Critics Circle Awards                   | 23. prosince 2017  | Nejlepší scénář                                       | Guillermo del Toro a Vanessa Taylor                            | nominace  |
| Florida Film Critics Circle Awards                   | 23. prosince 2017  | Nejlepší obsazení                                     | Tvář vody                                                      | nominace  |
| Florida Film Critics Circle Awards                   | 23. prosince 2017  | Nejlepší kamera                                       | Dan Laustsen                                                   | nominace  |
| Florida Film Critics Circle Awards                   | 23. prosince 2017  | Nejlepší vizuální efekty                              | Tvář vody                                                      | nominace  |
| Florida Film Critics Circle Awards                   | 23. prosince 2017  | Nejlepší výprava                                      | Tvář vody                                                      | nominace  |
| Florida Film Critics Circle Awards                   | 23. prosince 2017  | Nejlepší hudba                                        | Alexandre Desplat                                              | nominace  |
| Georgia Film Critics Association Awards              | 12. ledna 2018     | Nejlepší film                                         | Tvář vody                                                      | nominace  |
| Georgia Film Critics Association Awards              | 12. ledna 2018     | Nejlepší režisér                                      | Guillermo del Toro                                             | nominace  |
| Georgia Film Critics Association Awards              | 12. ledna 2018     | Nejlepší původní scénář                               | Guillermo del Toro a Vanessa Taylor                            | nominace  |
| Georgia Film Critics Association Awards              | 12. ledna 2018     | Nejlepší herečka v hlavní roli                        | Sally Hawkins                                                  | nominace  |
| Georgia Film Critics Association Awards              | 12. ledna 2018     | Nejlepší herec ve vedlejší roli                       | Richard Jenkins                                                | nominace  |
| Georgia Film Critics Association Awards              | 12. ledna 2018     | Nejlepší kamera                                       | Dan Laustsen                                                   | nominace  |
| Georgia Film Critics Association Awards              | 12. ledna 2018     | Nejlepší vizuální efekty                              | Tvář vody                                                      | nominace  |
| Georgia Film Critics Association Awards              | 12. ledna 2018     | Nejlepší skladatel                                    | Alexandre Desplat                                              | nominace  |
| Georgia Film Critics Association Awards              | 12. ledna 2018     | Nejlepší výprava                                      | Paul D. Austerberry, Shane Vieau a Jeff Melvin                 | nominace  |
| Hollywood Film Awards                                | 5. listopadu 2017  | Nejlepší střih                                        | Sidney Wolinsky                                                | vítězství |
| Hollywood Music in Media Awards                      | 16. listopadu 2017 | Nejlepší původní skóre - sci-fi/fantasy/hororový film | Alexandre Desplat                                              | vítězství |
| Houston Film Critics Society Awards                  | 6. ledna 2018      | Nejlepší film                                         | Tvář vody                                                      | nominace  |
| Houston Film Critics Society Awards                  | 6. ledna 2018      | Nejlepší režisér                                      | Guillermo del Toro                                             | nominace  |
| Houston Film Critics Society Awards                  | 6. ledna 2018      | Nejlepší herečka v hlavní roli                        | Sally Hawkins                                                  | vítězství |
| Houston Film Critics Society Awards                  | 6. ledna 2018      | Nejlepší herec ve vedlejší roli                       | Richard Jenkins                                                | nominace  |
| Houston Film Critics Society Awards                  | 6. ledna 2018      | Nejlepší herečka ve vedlejší roli                     | Octavia Spencer                                                | nominace  |
| Houston Film Critics Society Awards                  | 6. ledna 2018      | Nejlepší původní hudba                                | Alexandre Desplat                                              | vítězství |
| Houston Film Critics Society Awards                  | 6. ledna 2018      | Nejlepší kamera                                       | Dan Laustsen                                                   | nominace  |
| Houston Film Critics Society Awards                  | 6. ledna 2018      | Nejlepší plakát                                       | Tvář vody                                                      | vítězství |
| Houston Film Critics Society Awards                  | 6. ledna 2018      | Nejlepší vizuální efekty                              | Tvář vody                                                      | nominace  |
| IGN Awards                                           | 19. prosince 2017  | Film roku 2017                                        | Tvář vody                                                      | nominace  |
| IGN Awards                                           | 19. prosince 2017  | Nejlepší sci-fi/fantasy film                          | Tvář vody                                                      | 2. místo  |
| IGN Awards                                           | 19. prosince 2017  | Nejlepší režisér                                      | Guillermo del Toro                                             | nominace  |
| IGN Awards                                           | 19. prosince 2017  | Nejlepší herečka v hlavní roli                        | Sally Hawkins                                                  | nominace  |
| Indiana Film Journalists Association Awards          | 18. prosince 2017  | Nejlepší film                                         | Tvář vody                                                      | 2. místo  |
| Indiana Film Journalists Association Awards          | 18. prosince 2017  | Nejlepší skladatel                                    | Alexandre Desplat                                              | vítězství |
| Indiana Film Journalists Association Awards          | 18. prosince 2017  | Nejlepší režisér                                      | Guillermo del Toro                                             | 2. místo  |
| Indiana Film Journalists Association Awards          | 18. prosince 2017  | Nejlepší herečka v hlavní roli                        | Sally Hawkins                                                  | 2. místo  |
| IndieWire Critic's Poll                              | 19. prosince 2017  | Nejlepší film                                         | Tvář vody                                                      | 6. místo  |
| IndieWire Critic's Poll                              | 19. prosince 2017  | Nejlepší herečka v hlavní roli                        | Sally Hawkins                                                  | 4. místo  |
| IndieWire Critic's Poll                              | 19. prosince 2017  | Nejlepší kamera                                       | Dan Laustsen                                                   | 5. místo  |
| Iowa Film Critics Association Awards                 | 9. ledna 2018      | Nejlepší film                                         | Tvář vody                                                      | nominace  |
| Iowa Film Critics Association Awards                 | 9. ledna 2018      | Nejlepší režisér                                      | Guillermo del Toro                                             | nominace  |
| Iowa Film Critics Association Awards                 | 9. ledna 2018      | Nejlepší herečka v hlavní roli                        | Sally Hawkins                                                  | nominace  |
| Iowa Film Critics Association Awards                 | 9. ledna 2018      | Nejlepší původní hudba                                | Alexandre Desplat                                              | nominace  |
| Las Vegas Film Critics Society Awards                | 18. prosince 2017  | Nejlepší film                                         | Tvář vody                                                      | 4. místo  |
| Las Vegas Film Critics Society Awards                | 18. prosince 2017  | Nejlepší režisér                                      | Guillermo del Toro                                             | vítězství |
| Las Vegas Film Critics Society Awards                | 18. prosince 2017  | Nejlepší výprava                                      | Paul D. Austerberry, Shane Vieau a Jeffrey A. Melvin           | 2. místo  |
| Las Vegas Film Critics Society Awards                | 18. prosince 2017  | Nejlepší hudba                                        | Alexandre Desplat                                              | vítězství |
| London Critics' Circle Film Awards                   | 28. ledna 2018     | Nejlepší film                                         | Tvář vody                                                      | nominace  |
| London Critics' Circle Film Awards                   | 28. ledna 2018     | Nejlepší herečka v hlavní roli                        | Sally Hawkins                                                  | nominace  |
| London Critics' Circle Film Awards                   | 28. ledna 2018     | Nejlepší režisér                                      | Guillermo del Toro                                             | nominace  |
| London Critics' Circle Film Awards                   | 28. ledna 2018     | Nejlepší britská/irská herečka                        | Sally Hawkins                                                  | vítězství |
| Los Angeles Film Critics Association Awards          | 13. ledna 2018     | Nejlepší režisér                                      | Guillermo del Toro                                             | vítězství |
| Los Angeles Film Critics Association Awards          | 13. ledna 2018     | Nejlepší herečka v hlavní roli                        | Sally Hawkins                                                  | vítězství |
| Los Angeles Film Critics Association Awards          | 13. ledna 2018     | Nejlepší kamera                                       | Dan Laustsen                                                   | vítězství |
| Los Angeles Film Critics Association Awards          | 13. ledna 2018     | Nejlepší hudba                                        | Alexandre Desplat                                              | 2. místo  |
| Los Angeles Film Critics Association Awards          | 13. ledna 2018     | Nejlepší výprava                                      | Paul D. Austerberry                                            | 2. místo  |
| Mezinárodní filmový festival v Palm Springs          | 2. ledna 2018      | Vanguard Award                                        | Tvář vody                                                      | vítězství |
| New York Film Critics Online                         | 10. prosince 2017  | Nejlepší kamera                                       | Dan Laustsen                                                   | vítězství |
| New York Film Critics Online                         | 10. prosince 2017  | Nejlepších deset filmů roku 2017                      | Tvář vody                                                      | vítězství |
| North Carolina Film Critics Association Award        | 2. ledna 2018      | Nejlepší film                                         | Tvář vody                                                      | nominace  |
| North Carolina Film Critics Association Award        | 2. ledna 2018      | Nejlepší herečka v hlavní roli                        | Sally Hawkins                                                  | vítězství |
| North Carolina Film Critics Association Award        | 2. ledna 2018      | Nejlepší kamera                                       | Dan Laustsen                                                   | nominace  |
| North Carolina Film Critics Association Award        | 2. ledna 2018      | Nejlepší vizuální efekty                              | Tvář vody                                                      | nominace  |
| North Carolina Film Critics Association Award        | 2. ledna 2018      | Nejlepší výprava                                      | Tvář vody                                                      | vítězství |
| North Carolina Film Critics Association Award        | 2. ledna 2018      | Nejlepší hudba                                        | Alexandre Desplat                                              | nominace  |
| North Texas Film Critics Association                 | 12. ledna 2018     | Nejlepší film                                         | Tvář vody                                                      | nominace  |
| North Texas Film Critics Association                 | 12. ledna 2018     | Nejlepší režisér                                      | Guillermo del Toro                                             | vítězství |
| North Texas Film Critics Association                 | 12. ledna 2018     | Nejlepší herečka v hlavní roli                        | Sally Hawkins                                                  | nominace  |
| North Texas Film Critics Association                 | 12. ledna 2018     | Nejlepší herečka ve vedlejší roli                     | Octavia Spencer                                                | nominace  |
| North Texas Film Critics Association                 | 12. ledna 2018     | Nejlepší kamera                                       | Dan Laustsen                                                   | nominace  |
| Online Film Critics Society                          | 28. prosince 2017  | Nejlepší film                                         | Tvář vody                                                      | 2. místo  |
| Online Film Critics Society                          | 28. prosince 2017  | Nejlepší režisér                                      | Guillermo del Toro                                             | 2. místo  |
| Online Film Critics Society                          | 28. prosince 2017  | Nejlepší herečka v hlavní roli                        | Sally Hawkins                                                  | vítězství |
| Online Film Critics Society                          | 28. prosince 2017  | Nejlepší herec ve vedlejší roli                       | Richard Jenkins                                                | 2. místo  |
| Online Film Critics Society                          | 28. prosince 2017  | Nejlepší scénář                                       | Guillermo del Toro a Vanessa Taylor                            | nominace  |
| Online Film Critics Society                          | 28. prosince 2017  | Nejlepší střih                                        | Sidney Wolinsky                                                | nominace  |
| Online Film Critics Society                          | 28. prosince 2017  | Nejlepší kamera                                       | Dan Laustsen                                                   | 2. místo  |
| Online Film Critics Society                          | 28. prosince 2017  | Nejlepší obsazení                                     | Tvář vody                                                      | nominace  |
| Oscar                                                | 4. března 2018     | Nejlepší film                                         | Tvář vody                                                      | vítězství |
| Oscar                                                | 4. března 2018     | Nejlepší herečka v hlavní roli                        | Sally Hawkins                                                  | nominace  |
| Oscar                                                | 4. března 2018     | Nejlepší herec ve vedlejší roli                       | Richard Jenkins                                                | nominace  |
| Oscar                                                | 4. března 2018     | Nejlepší herečka ve vedlejší roli                     | Octavia Spencer                                                | nominace  |
| Oscar                                                | 4. března 2018     | Nejlepší režie                                        | Guillermo del Toro                                             | vítězství |
| Oscar                                                | 4. března 2018     | Nejlepší původní scénář                               | Guillermo del Toro a Vanessa Taylor                            | nominace  |
| Oscar                                                | 4. března 2018     | Nejlepší kamera                                       | Dan Laustsen                                                   | nominace  |
| Oscar                                                | 4. března 2018     | Nejlepší kostýmy                                      | Luis Sequeira                                                  | nominace  |
| Oscar                                                | 4. března 2018     | Nejlepší zvuk                                         | Christian T. Cooke, Glen Gauthier, Brad Zoern                  | nominace  |
| Oscar                                                | 4. března 2018     | Nejlepší střih zvuku                                  | Nathan Robitaille, Nelson Ferreira                             | nominace  |
| Oscar                                                | 4. března 2018     | Nejlepší střih                                        | Sidney Wolinsky                                                | nominace  |
| Oscar                                                | 4. března 2018     | Nejlepší skladatel                                    | Alexandre Desplat                                              | vítězství |
| Oscar                                                | 4. března 2018     | Nejlepší výprava                                      | Paul D. Austerberry, Shane Vieau, Jeffrey A. Melvin            | vítězství |
| Phoenix Critics Circle Awards                        | 16. prosince 2017  | Nejlepší film                                         | Tvář vody                                                      | vítězství |
| Phoenix Critics Circle Awards                        | 16. prosince 2017  | Nejlepší sci-fi film                                  | Tvář vody                                                      | nominace  |
| Phoenix Critics Circle Awards                        | 16. prosince 2017  | Nejlepší režie                                        | Guillermo del Toro                                             | nominace  |
| Phoenix Critics Circle Awards                        | 16. prosince 2017  | Nejlepší herečka v hlavní roli                        | Sally Hawkins                                                  | vítězství |
| Phoenix Critics Circle Awards                        | 16. prosince 2017  | Nejlepší herec ve vedlejší roli                       | Richard Jenkins                                                | nominace  |
| Phoenix Critics Circle Awards                        | 16. prosince 2017  | Nejlepší herečka ve vedlejší roli                     | Octavia Spencer                                                | nominace  |
| Phoenix Critics Circle Awards                        | 16. prosince 2017  | Nejlepší střih                                        | Sidney Wolinsky                                                | nominace  |
| Phoenix Critics Circle Awards                        | 16. prosince 2017  | Nejlepší původní hudba                                | Alexandre Desplat                                              | nominace  |
| Phoenix Critics Circle Awards                        | 16. prosince 2017  | Nejlepší vizuální efekty                              | Tvář vody                                                      | nominace  |
| Phoenix Critics Circle Awards                        | 16. prosince 2017  | Nejlepší výprava                                      | Paul D. Austerberry                                            | vítězství |
| Phoenix Film Critics Society Awards                  | 19. prosince 2017  | Nejlepší film                                         | Tvář vody                                                      | vítězství |
| Phoenix Film Critics Society Awards                  | 19. prosince 2017  | Nejlepší režie                                        | Guillermo del Toro                                             | vítězství |
| Phoenix Film Critics Society Awards                  | 19. prosince 2017  | Nejlepší původní scénář                               | Guillermo del Toro a Vanessa Taylor                            | nominace  |
| Phoenix Film Critics Society Awards                  | 19. prosince 2017  | Nejlepší herečka v hlavní roli                        | Sally Hawkins                                                  | nominace  |
| Phoenix Film Critics Society Awards                  | 19. prosince 2017  | Nejlepší herec ve vedlejší roli                       | Richard Jenkins                                                | nominace  |
| Phoenix Film Critics Society Awards                  | 19. prosince 2017  | Nejlepší herečka ve vedlejší roli                     | Octavia Spencer                                                | nominace  |
| Phoenix Film Critics Society Awards                  | 19. prosince 2017  | Nejlepší kamera                                       | Dan Laustsen                                                   | nominace  |
| Phoenix Film Critics Society Awards                  | 19. prosince 2017  | Nejlepší střih                                        | Sidney Wolinsky                                                | nominace  |
| Phoenix Film Critics Society Awards                  | 19. prosince 2017  | Nejlepší kostýmy                                      | Luis Sequeira                                                  | nominace  |
| Phoenix Film Critics Society Awards                  | 19. prosince 2017  | Nejlepší vizuální efekty                              | Tvář vody                                                      | nominace  |
| Phoenix Film Critics Society Awards                  | 19. prosince 2017  | Nejlepší výprava                                      | Paul D. Austerberry                                            | vítězství |
| Phoenix Film Critics Society Awards                  | 19. prosince 2017  | Nejlepší obsazení                                     | Tvář vody                                                      | nominace  |
| Producers Guild of America Awards                    | 20. ledna 2018     | Nejlepší producenti – film                            | Guillermo del Toro a J. Miles Dale                             | vítězství |
| San Diego Film Critics Society Awards                | 11. prosince 2017  | Nejlepší režisér                                      | Guillermo del Toro                                             | nominace  |
| San Diego Film Critics Society Awards                | 11. prosince 2017  | Nejlepší herečka v hlavní roli                        | Sally Hawkins                                                  | 2. místo  |
| San Diego Film Critics Society Awards                | 11. prosince 2017  | Nejlepší střih                                        | Sidney Wolinsky                                                | nominace  |
| San Diego Film Critics Society Awards                | 11. prosince 2017  | Nejlepší kamera                                       | Dan Laustsen                                                   | nominace  |
| San Diego Film Critics Society Awards                | 11. prosince 2017  | Nejlepší výprava                                      | Paul D. Austerberry                                            | vítězství |
| San Diego Film Critics Society Awards                | 11. prosince 2017  | Nejlepší vizuální efekty                              | Tvář vody                                                      | nominace  |
| San Diego Film Critics Society Awards                | 11. prosince 2017  | Nejlepší kostýmy                                      | Luis Sequeira                                                  | nominace  |
| San Diego Film Critics Society Awards                | 11. prosince 2017  | Nejlepší původní hudba                                | Tvář vody                                                      | nominace  |
| San Francisco Film Critics Circle Awards             | 10. prosince 2017  | Nejlepší film                                         | Tvář vody                                                      | nominace  |
| San Francisco Film Critics Circle Awards             | 10. prosince 2017  | Nejlepší režisér                                      | Guillermo del Toro                                             | vítězství |
| San Francisco Film Critics Circle Awards             | 10. prosince 2017  | Nejlepší herečka v hlavní roli                        | Sally Hawkins                                                  | nominace  |
| San Francisco Film Critics Circle Awards             | 10. prosince 2017  | Nejlepší herec ve vedlejší roli                       | Richard Jenkins                                                | nominace  |
| San Francisco Film Critics Circle Awards             | 10. prosince 2017  | Nejlepší původní scénář                               | Guillermo del Toro a Vanessa Taylor                            | nominace  |
| San Francisco Film Critics Circle Awards             | 10. prosince 2017  | Nejlepší kamera                                       | Dan Laustsen                                                   | nominace  |
| San Francisco Film Critics Circle Awards             | 10. prosince 2017  | Nejlepší výprava                                      | Paul D. Austerberry                                            | vítězství |
| San Francisco Film Critics Circle Awards             | 10. prosince 2017  | Nejlepší původní hudba                                | Alexandre Desplat                                              | nominace  |
| San Francisco Film Critics Circle Awards             | 10. prosince 2017  | Nejlepší střih                                        | Sidney Wolinsky                                                | nominace  |
| Satellite Awards                                     | 10. února 2018     | Nejlepší film                                         | Tvář vody                                                      | nominace  |
| Satellite Awards                                     | 10. února 2018     | Nejlepší režisér                                      | Guillermo del Toro                                             | nominace  |
| Satellite Awards                                     | 10. února 2018     | Nejlepší herečka v hlavní roli                        | Sally Hawkins (remíza s Diane Krugerovou)                      | vítězství |
| Satellite Awards                                     | 10. února 2018     | Nejlepší herec ve vedlejší roli                       | Michael Shannon                                                | nominace  |
| Satellite Awards                                     | 10. února 2018     | Nejlepší původní scénář                               | Guillermo del Toro a Vanessa Taylor                            | nominace  |
| Satellite Awards                                     | 10. února 2018     | Nejlepší kamera                                       | Dan Laustsen                                                   | nominace  |
| Satellite Awards                                     | 10. února 2018     | Nejlepší původní hudba                                | Alexandre Desplat                                              | nominace  |
| Satellite Awards                                     | 10. února 2018     | Nejlepší vizuální efekty                              | Tvář vody                                                      | nominace  |
| Satellite Awards                                     | 10. února 2018     | Nejlepší výprava                                      | Tvář vody                                                      | vítězství |
| Satellite Awards                                     | 10. února 2018     | Nejlepší střih                                        | Sidney Wolinsky                                                | nominace  |
| Screen Actors Guild Awards                           | 21. ledna 2018     | Nejlepší herečka v hlavní roli                        | Sally Hawkins                                                  | nominace  |
| Screen Actors Guild Awards                           | 21. ledna 2018     | Nejlepší herec ve vedlejší roli                       | Richard Jenkins                                                | nominace  |
| Seattle Film Critics Society Awards                  | 18. prosince 2017  | Nejlepší herečka v hlavní roli                        | Sally Hawkins                                                  | nominace  |
| Seattle Film Critics Society Awards                  | 18. prosince 2017  | Nejlepší herec ve vedlejší roli                       | Michael Shannon                                                | nominace  |
| Seattle Film Critics Society Awards                  | 18. prosince 2017  | Nejlepší kamera                                       | Dan Laustsen                                                   | nominace  |
| Seattle Film Critics Society Awards                  | 18. prosince 2017  | Nejlepší kostýmy                                      | Luis Sequeira                                                  | nominace  |
| Seattle Film Critics Society Awards                  | 18. prosince 2017  | Nejlepší výprava                                      | Paul D. Austerberry, Shane Vieau, Jeff Melvin                  | nominace  |
| Seattle Film Critics Society Awards                  | 18. prosince 2017  | Nejlepší vizuální efekty                              | Dennis Berardi, Luke Groves, Trey Harrell, Kevin Scott         | nominace  |
| Southeastern Film Critics Association Awards         | 18. prosince 2017  | Nejlepší film                                         | Tvář vody                                                      | 2. místo  |
| Southeastern Film Critics Association Awards         | 18. prosince 2017  | Nejlepší režisér                                      | Guillermo del Toro                                             | vítězství |
| Southeastern Film Critics Association Awards         | 18. prosince 2017  | Nejlepší herečka v hlavní roli                        | Sally Hawkins                                                  | vítězství |
| St. Louis Film Critics Association Awards            | 17. prosince 2017  | Nejlepší film                                         | Tvář vody                                                      | vítězství |
| St. Louis Film Critics Association Awards            | 17. prosince 2017  | Nejlepší režisér                                      | Guillermo del Toro                                             | vítězství |
| St. Louis Film Critics Association Awards            | 17. prosince 2017  | Nejlepší herečka v hlavní roli                        | Sally Hawkins                                                  | 2. místo  |
| St. Louis Film Critics Association Awards            | 17. prosince 2017  | Nejlepší herec ve vedlejší roli                       | Michael Shannon                                                | nominace  |
| St. Louis Film Critics Association Awards            | 17. prosince 2017  | Nejlepší herec ve vedlejší roli                       | Richard Jenkins                                                | vítězství |
| St. Louis Film Critics Association Awards            | 17. prosince 2017  | Nejlepší herečka ve vedlejší roli                     | Octavia Spencer                                                | nominace  |
| St. Louis Film Critics Association Awards            | 17. prosince 2017  | Nejlepší původní scénář                               | Guillermo del Toro a Vanessa Taylor                            | vítězství |
| St. Louis Film Critics Association Awards            | 17. prosince 2017  | Nejlepší kamera                                       | Dan Laustsen                                                   | nominace  |
| St. Louis Film Critics Association Awards            | 17. prosince 2017  | Nejlepší střih                                        | Sidney Wolinsky                                                | 2. místo  |
| St. Louis Film Critics Association Awards            | 17. prosince 2017  | Nejlepší výprava                                      | Paul D. Austerberry                                            | vítězství |
| St. Louis Film Critics Association Awards            | 17. prosince 2017  | Nejlepší vizuální efekty                              | Tvář vody                                                      | 2. místo  |
| St. Louis Film Critics Association Awards            | 17. prosince 2017  | Nejlepší hudba                                        | Alexandre Desplat                                              | nominace  |
| Toronto Film Critics Association Awards              | 10. prosince 2017  | Nejlepší herečka v hlavní roli                        | Sally Hawkins                                                  | nominace  |
| Utah Film Critics Association Awards                 | 17. prosince 2017  | Nejlepší herečka v hlavní roli                        | Sally Hawkins                                                  | vítězství |
| Utah Film Critics Association Awards                 | 17. prosince 2017  | Nejlepší skladatel                                    | Alexandre Desplat                                              | vítězství |
| Vancouver Film Critics Circle Awards                 | 18. prosince 2017  | Nejlepší herečka v hlavní roli                        | Sally Hawkins                                                  | nominace  |
| Washington D.C. Area Film Critics Association Awards | 8. prosince 2017   | Nejlepší režisér                                      | Guillermo del Toro                                             | nominace  |
| Washington D.C. Area Film Critics Association Awards | 8. prosince 2017   | Nejlepší herečka v hlavní roli                        | Sally Hawkins                                                  | nominace  |
| Washington D.C. Area Film Critics Association Awards | 8. prosince 2017   | Nejlepší původní scénář                               | Guillermo del Toro a Vanessa Taylor                            | nominace  |
| Washington D.C. Area Film Critics Association Awards | 8. prosince 2017   | Nejlepší výprava                                      | Paul D. Austerberry, Shane Vieau a Jeff Melvin                 | nominace  |
| Washington D.C. Area Film Critics Association Awards | 8. prosince 2017   | Nejlepší kamera                                       | Dan Laustsen                                                   | nominace  |
| Washington D.C. Area Film Critics Association Awards | 8. prosince 2017   | Nejlepší střih                                        | Sidney Wolinsky                                                | nominace  |
| Washington D.C. Area Film Critics Association Awards | 8. prosince 2017   | Nejlepší hudba                                        | Alexandre Desplat                                              | nominace  |
| Women Film Critics Circle                            | 17. prosince 2017  | Nejlepší herečka v hlavní roli                        | Sally Hawkins                                                  | nominace  |
| Women Film Critics Circle                            | 17. prosince 2017  | Nejlepší ženská superhrdinka                          | Tvář vody                                                      | nominace  |
| Women Film Critics Circle                            | 17. prosince 2017  | Nejlepší pár na plátně                                | Tvář vody                                                      | nominace  |
| Writers Guild of America Awards                      | 11. února 2018     | Nejlepší původní scénář                               | Guillermo del Toro a Vanessa Taylor                            | nominace  |
| Zlatý glóbus                                         | 7. ledna 2018      | Nejlepší film (drama)                                 | Tvář vody                                                      | nominace  |
| Zlatý glóbus                                         | 7. ledna 2018      | Nejlepší herečka v hlavní roli (drama)                | Sally Hawkins                                                  | nominace  |
| Zlatý glóbus                                         | 7. ledna 2018      | Nejlepší herec ve vedlejší roli (film)                | Richard Jenkins                                                | nominace  |
| Zlatý glóbus                                         | 7. ledna 2018      | Nejlepší herečka ve vedlejší roli (film)              | Octavia Spencer                                                | nominace  |
| Zlatý glóbus                                         | 7. ledna 2018      | Nejlepší režisér                                      | Guillermo del Toro                                             | vítězství |
| Zlatý glóbus                                         | 7. ledna 2018      | Nejlepší scénář                                       | Guillermo del Toro a Vanessa Taylor                            | nominace  |
| Zlatý glóbus                                         | 7. ledna 2018      | Nejlepší původní hudba                                | Alexandre Desplat                                              | vítězství |